# Frühlingsanfang (Roman)
Frühlingsanfang ist ein 1988 erschienener Roman der britischen Schriftstellerin Penelope Fitzgerald über die Ehe- und Sinnkrise eines britischen Druckereibesitzers im vorrevolutionären Moskau. Im englischen Original lautet der Titel The Beginning of Spring.

## Inhalt

### Handlung
Moskau, 1913. Der britische Druckereibesitzer Frank Reid wird zu Frühlingsbeginn ohne Vorankündigung und Erklärung von seiner Frau Nellie verlassen und muss nun Betreuung für seine drei Kinder, die zehnjährige Dolly, den neunjährigen Ben und die dreijährige Annushka, organisieren. Die Kuratins, die Familie eines Geschäftsfreundes, erweisen sich als ungeeignet: Bereits der erste Besuch endet in einem Desaster, als das Geburtsgeschenk für den ältesten Sohn, ein Bärenjunges, vom Sohn betrunken gemacht, die Wohnung verwüstet und erschossen werden muss. Auch Miss Kinsman, eine in Moskau gestrandete englische Gouvernante, die Frank von der Gattin des englischen Kaplans empfohlen wird, entspricht nicht seinen Vorstellungen.
Schon eher gefällt ihm Lisa Ivanova, ein einfaches Mädchen vom Land, das ihm von seinem Chef-Buchhalter, Selwyn Crane, als Sozialfall ans Herz gelegt wird. Lisa’s schlichte Schönheit weckt Empfindungen, die den verschlossenen Engländer anfangs verstören. Die Kinder aber schließen Lisa sofort ins Herz, und auch Frank selbst gewöhnt sich rasch an die schweigsame junge Frau, die so tief in sich zu ruhen scheint, dass ihr innerer Frieden bald auf den ganzen Haushalt beruhigend wirkt.
Auch andere Männer sind nicht blind für Lisa’s Vorzüge. Der Student Volodya bricht in die Druckerei ein, vorgeblich um revolutionäre Schriften zu drucken, tatsächlich aber, wie er später zugibt, aus Hass auf Frank, den er verdächtigt, der vergeblich verehrten Lisa nachzustellen. Auch Nellies Bruder Charlie zeigt sich bei seinem Besuch in Moskau von Lisa höchst angetan und bietet sogar an, sie und die Kinder mit nach England zu nehmen, um Frank zu entlasten – ein Angebot, das sowohl die Kinder als auch Lisa zu Franks Erleichterung ablehnen. Schließlich kann Frank seine Gefühle für Lisa nicht länger verleugnen und wird von ihr erhört.
Am nächsten Tag reist Lisa mit den Kindern zur Datsche der Familie, während Frank in Moskau zurückbleibt. Als Dolly Lisa beim nächtlichen Verlassen der Datsche erwischt, nimmt diese das Kind kurzerhand zu ihrem Treffen mit geheimnisvollen Gestalten auf einer Waldlichtung mit. Ihre Tarnung als harmloses Kindermädchen ist damit aber aufgeflogen. Sie setzt die Kinder in den nächsten Zug nach Moskau und flüchtet selbst nach Berlin.
In Moskau beichtet inzwischen Selwyn Frank seinen Anteil an Nellies abrupten Verschwinden: Man sei sich letzten Sommer auf der Datsche durch die gemeinsame Verehrung Tolstois näher gekommen und plante, gemeinsam ein neues Leben im Einklang mit der Natur zu beginnen. Im letzten Moment hätten Selwyn aber Skrupel gepackt. Durch seine Korrespondenz mit Miss Kinsman, die inzwischen in einer Ansiedlung von Tolstoi-Anhängern in England Unterkunft gefunden hat, hat er erfahren, dass auch Nellie momentan dort verweilt.
Frank holt seine Kinder vom Bahnhof ab. Der Frühling ist mittlerweile endgültig in Moskau angekommen und der Reid’sche Haushalt ist dabei den rituellen Frühjahrsputz abzuschließen – gerade rechtzeitig für die Rückkehr Nellies, die nun bei Frank, der mittlerweile auch eine Affäre hatte, vielleicht auf etwas mehr Verständnis für ihren Ehebruch hoffen kann.

### Figuren
Frank Reid: Ein Brite in Moskau, der dort die Druckerei seines Vaters übernommen hat. Er wurde in Russland geboren, ist dort aufgewachsen und hat dort, abgesehen von seinem Studium in England, den Großteil seines Lebens verbracht, wird aber von seinen russischen Freunden, Geschäftspartnern und Bediensteten bei aller Zuneigung und Wertschätzung immer noch als der „Engländer“ betrachtet, vielleicht auch deswegen, weil er das britische Ideal der „steifen Oberlippe“ nahezu perfekt verkörpert. Von Natur aus stoisch und zurückhaltend bewahrt er in Krisensituationen stets einen kühlen Kopf, scheint aber in stillen Momenten den eigenen Emotionen eher ratlos gegenüber zu stehen. Frauen, ihre Handlungen und Beweggründe, sowie die Gefühle, die sie bei ihm auslösen – die plötzlich Abreise seiner Gattin, seine Empfindungen für das neue Kindermädchen – sind ein Mysterium für ihn.
Nellie Reid: Frank Reids Ehefrau. Zu Beginn des Romans verlässt sie ihren Mann, um nach England zurückzukehren. Ihre Motive bleiben dabei vorerst im Dunkeln. In den Erinnerungen ihres Mannes erscheint sie als eigensinnige, pragmatische, entschlossene Frau, die nicht besonders an ihrer Herkunftsfamilie und Heimatstadt hängt, Kompromisse und Konventionen kritisch betrachtet, und ihr Schicksal lieber selbst in die Hand nimmt. So besteht sie beispielsweise auf Geschlechtsverkehr vor der Hochzeit, weil sie vor dem Altar nicht das Gefühl haben will, die versammelte Hochzeitsgesellschaft hätte ihr entscheidendes Wissen voraus. Frank bemerkt zu spät, dass sie diesen nüchternen, zweckorientierten Zugang zum Thema Liebe und Sexualität – vielleicht durch den Einfluss russischer Kultur und Lebensweise – inzwischen abgelegt hat, und sich nach einer tiefergehenden Beziehung sehnt.
Selwyn Crane: Frank Reids exzentrischer Chef-Buchhalter. Wie sein Arbeitgeber ist auch er britischer Abstammung, gibt sich aber russischer als die gebürtigen Russen. Er trägt gerne die russische Bauerntracht, webt sich seine eigenen Sandalen, in denen er jeden Sommer durch das Land wandert, und schreibt Gedichte über Birken, die er im Eigenverlag veröffentlicht. Als leidenschaftlicher Verehrer Tolstois bemüht er sich nach Kräften, dessen spirituellen Ideale eines utopischen Christentums in seinem Alltag umzusetzen, unter anderem durch karitatives Engagement. Seine Fürsprache für das verwaiste Bauernmädchen Lisa Ivanova, das er als neues Kindermädchen bei Frank Reid unterbringt, ist aber, besonders in Hinblick auf Selwyns eigenen Anteil an der Reidschen Ehekrise, wohl doch nicht ausschließlich christlicher Nächstenliebe geschuldet.
Lisa Ivanova: Eine junge Frau vom Land, die Frank Reid auf die Fürbitte seines Buchhalters hin für die Betreuung seiner Kinder engagiert. Durch ihre heitere Gelassenheit übt die stille Schöne eine starke Anziehungskraft auf ihren neuen Arbeitgeber aus. Ihre Schweigsamkeit verleiht ihr überdies eine Aura des Rätselhaften, die diese Anziehungskraft noch verstärkt. Nach einer nächtlichen Zusammenkunft mit geheimnisvollen Gestalten auf einer Waldlichtung, zu dem sie von Franks Tochter Dolly begleitet wird, steht fest: Lisa Ivanova ist nicht die harmlose Bauerntochter, als die sie sich ausgegeben hat. Wer genau sie aber wirklich ist – Dryade, Hexe, Duchoborze oder Bolschewistin – bleibt ein Geheimnis, dass sie auf ihre Flucht nach Berlin mit nimmt.

### Weltbild
Fitzgeralds historischer Roman spielt in Moskau im Jahr 1913, spiegelt aber auch den Zeitgeist seines Entstehungsjahres 1988. Sowohl 1913 als auch 1988 stand Russland an der Schwelle zu einer neuen Epoche – die Machtübernahme der kommunistischen Bolschewiki im Zuge der Oktoberrevolution, beziehungsweise Gorbatschows Öffnung, Umbau und Modernisierung der Sowjetunion im Rahmen der Perestroika. In ihren, oft zwischen widersprüchlichen Sehnsüchten hin- und hergerissenen, mehr oder weniger rastlos suchenden Figuren verkörpert Fitzgerald die Aufbruchstimmung, aber auch Verunsicherung solcher historischer Momente.
Eine dieser Figuren ist das von Fitzgerald anthropomorphisierte Moskau selbst. Fitzgeralds Darstellung Moskaus ist ambivalent: Die Bürokratie ist starr und korrupt, die Gebäude sind verfallen, das Wetter ist den Großteil des Jahres über grau, nass und kalt. Aber die baufälligen Holzhäuser mit ihren überwucherten Gärten haben auch etwas Pittoreskes; Zeugnisse einer ruhmvollen Geschichte sind allgegenwärtig, und die Bevölkerung stellt sich mit Humor und Leidenschaft gegen die Banalität des Alltags. Wie Moskau selbst, sind auch die Figuren des Romans voller Widersprüche: rebellisch, doch unterwürfig, lüstern doch asketisch, korrupt, aber auch zutiefst moralisch.
Fitzgerald bedient damit gängige Stereotypen über Russland, mit teilweise langer Tradition. Die Darstellung der russischen Mentalität als außergewöhnlich seelenvoll, leidenschaftlich und melancholisch reicht zurück bis zur Russischen Literatur des 19. Jahrhunderts. Zu dieser Zeit erlangten erstmals nicht nur Adelige, sondern auch Angehörige der Mittelschicht in Russland höhere Bildung. Diese neuen Mitglieder der russischen Intelligenzija lehnten sich gegen die Standesdünkel der herrschenden Klasse auf, die stets bemüht war, sich unter anderem durch die Bevorzugung (west-)europäischer Kulturgüter und Umgangsformen von der restlichen Bevölkerung abzugrenzen, in dem sie gerade den Mangel solcher Weltläufigkeit zum Ehrenzeichen russischer Authentizität erhoben. Die mystische Spiritualität der Russisch orthodoxen Kirche wurde dem west-europäischen Ideal von Rationalität und Aufklärung entgegengesetzt, und als Beleg für die moralische Überlegenheit des einfachen Volkes gegenüber der Aristokratie ins Treffen geführt.
Religiöse Motive ziehen sich durch den ganzen Roman. Die Handlung spielt hauptsächlich in der Fastenzeit und erreicht zu Ostern ihren dramatischen Höhepunkt. Frank Reid unterstützt zwar die Pflege religiöser Bräuche in seinem Betrieb und seinem Haushalt, wie etwa die Segnung der betriebseigenen Ikone oder das tägliche Tischgebet, scheint daran aber kaum inneren Anteil zu nehmen. Als Dolly ihm von einer Lehrerin berichtet, die im Unterricht über die Nicht-Existenz Gottes und die Bedeutungslosigkeit der Religion spricht, verstört ihn hauptsächlich der Bruch mit der Konvention, obwohl er selbst diese Ansicht im Grunde teilt. Wie die Liebe ist auch Religion ein Thema, bei dem Frank eine allzu gründliche Erforschung der eigenen Empfindungen vermeidet. („[…] er hatte die Angewohnheit entwickelt, sich nicht selbst zu fragen, was er dachte”, S. 90 / [....] he had fallen into the habit of not asking himself what he thought“.) Die Gegenposition verkörpert Selwyn Crane, der durch seine gelebte Spiritualität und das Streben nach einer Rückkehr zur Natur eine starke Anziehungskraft auf Franks Ehefrau Nelly ausübt. Auch Frank entwickelt schließlich ein Bedürfnis nach höheren Sinn und wählt zu dessen Befriedigung eine ähnlich Strategie wie seine Ehefrau – eine Romanze mit der geheimnisvollen, naturverbundenen Lisa Ivanova, die ebenso wie Selwyn Crane einen Gegenpol zu Franks seelenlosem Materialismus darstellt und deren Schilderung im Roman mit religiöser Symbolik aufgeladen ist. So zeigen sich etwa in der Passage, in der Lisa nach dem nächtlichen Treffen in Wald Dolly mit ihren Schal die Füße wäscht, Parallelen zum letzten Abendmahl, als Jesus den Aposteln die Füße wäscht. Lisa Aussage über Dolly „Wenn sie sich erinnert, wird sie beizeiten verstehen, was sie gesehen hat“ („If she remembers it, she’ll understand in time what she has seen“, S. 174), erinnert an Jesu Worte an Petrus: „Was ich tue, das weißt du jetzt nicht; du wirst es aber hernach erfahren“ (Johannes 13). Wie Jesus und Lisa verweigert auch Fitzgerald in ihrem Roman die sofortige Aufklärung aller Geheimnisse und fordert das Vertrauen, dass tieferer Sinn sich beizeiten offenbart.

## Form
Für ihren Roman Frühlingsanfang verwendet Fitzgerald eine personale Erzählperspektive, überwiegend aus der Sicht Frank Reids. Frank ist die einzige Figur, deren Gedanken mitgeteilt werden. Ereignisse, bei denen er nicht anwesend ist, werden durch eine allwissende Erzählerin wiedergegeben. Einzig der Aufenthalt auf der Datsche und die nächtliche Zusammenkunft im Birkenwald werden aus Dollys Perspektive geschildert.
Typisch für Fitzgerald ist das Stilmittel der Untertreibung und der allgemein sparsame Umgang mit Sprache. Auch in ihrem Roman Frühlingsanfang bleibt das Wesentliche oft ungesagt, lediglich angedeutet oder überhört beziehungsweise unverstanden. Bezeichnend ist beispielsweise, dass Frank seiner Geliebten, die als einfaches Bauernmädchen ohne höhere Schulbildung aller Wahrscheinlichkeit nach nur Russisch spricht, seine Liebe auf Englisch gesteht – zwischen Tür und Angel, so dass er nicht einmal sicher sein kann, ob sie seine Äußerung akustisch wahrgenommen hat. Er erhält keine Gelegenheit mehr, deutlicher zu werden. Das Scheitern der Verständigung im entscheidenden Moment verstärkt die Tragik seines Verlusts.
Dieser Minimalismus erstreckt sich auf die Erklärung kausaler Zusammenhänge der Handlung und Motivation der Figuren. Da weder die zentrale Reflektorfigur Frank, noch die stellenweise ergänzend einspringende allwissende Erzählerin dazu neigen, über die tieferen Beweggründe anderer zu spekulieren oder deren Verhalten zu bewerten, bleibt es den Lesern und Leserinnen weitgehend selbst überlassen, diesbezügliche Vermutungen anzustellen und entsprechende Urteile zu fällen. Auch wenn Offenbarungen in den letzten Kapiteln mögliche Erklärungsansätze für manche rätselhaften Ereignisse liefern, wirft der Roman so letztlich mehr Fragen auf, als er beantwortet.

## Stellung in der Literaturgeschichte
Wichtige literarische Einflüsse für Fitzgerald sind viktorianische Autoren wie etwa Edward Burne-Jones, William Morris, William De Morgan und Gerard Manley Hopkins. Fitzgerald wählte gerne vergangene Epochen, besonders die Jahre vor dem Ersten Weltkrieg als Rahmen für ihre Romane – die sozialen Zwängen, denen sich das Individuum ausgesetzt sieht, waren ein bevorzugtes Thema, das sich im Kontext einer weniger restriktiven Gesellschaftsordnung ihrer Meinung nach schwieriger bearbeiten ließ. Christopher Knight sieht einen Nachhall dieses viktorianischen Geistes in der Darstellung der Ehe der Reids und vergleicht Nellie Reid mit Ibsens Nora Helm. Beide Figuren eine der Wunsch nach einem Ausbruch aus einer als beengend empfundenen Institutionen. Doch während Nora ihr Glück schließlich in der Selbstständigkeit sucht, kehrt Nellie am Ende des Romans zu ihrem Gatten zurück.
Prägend für Fitzgeralds Werk war auch ihre lebenslange Liebe zur russischen Literatur. Hermione Lee sieht Parallelen zu Iwan Sergejewitsch Turgenew im Hinblick auf die Einbindung übernatürlicher Aspekte und mythologischer Referenzen. Auch bei ihrem Roman Frühlinganfang legt Fitzgerald keinen Wert auf eine lückenlose rationale Erklärung sämtlicher Ereignisse – Lisas Mysterium wird bis zum Schluss bewahrt. Die geheimnisvollen Gestalten, mit denen sie sich im Birkenwald trifft, können ebenso gut als Naturgeister, wie als Duchoborzen oder Bolschewisten interpretiert werden.
Eine zentrale intertextuelle Referenz in Frühlangsanfang ist der wiederholte Bezug auf Tolstoi, hauptsächlich durch die Schilderung eines leidenschaftlichen Tolstoi-Verehrers in der Figur des Selwyn Crane, aber auch in Anspielungen auf Tolstois Roman Auferstehung. Wie bei Tolstoi sieht auch bei Fitzgerald ein Mann aus einer höheren Gesellschaftsschicht sein bisheriges Leben durch eine Begegnung mit einer jungen Frau aus einfachen Verhältnissen in den Tagen vor Ostern in Frage gestellt.
Robert Plunkett vergleicht Fitzgerald mit E. M. Forster aufgrund ihrer Fähigkeit, Figuren aus einem anderen Kulturkreis glaubwürdig darzustellen. Er attestiert ihr allerdings größeren Optimismus im Hinblick auf die Möglichkeit einer interkulturellen Begegnung auf Augenhöhe – während bei Forster der Versuch einer Überschreitung kultureller Schranken üblicherweise zu vorerst komischen und später desaströsen Ergebnissen führt, scheint bei Fitzgerald die Assimilation der britischen Familie in die russische Kultur weitgehend erfolgreich.

## Rezeption
Frühlingsanfang erhielt überwiegend positive Rezensionen, unter anderem von Daily Telegraph, Times Literary Supplement und Guardian. In der London Review of Books zeigt sich Jan Morris vor allem von dem Detailreichtum der Schilderungen des russischen Alltags beeindruckt und lobt die virtuose Erzähltechnik, die eine sich oft hauptsächlich zwischen den Zeilen abspielende Handlung durch Momente der Komik erhellt.
Fitzgerald, die bereits 1979 den Man Booker Prize für ihren Roman Offshore erhalten hatte, wurde auch für Frühlingsanfang wieder nominiert, verlor aber diesmal gegen Peter Careys Oscar und Luscinda.
2014 wurde Frühlingsanfang von Robert McCrum für seine Liste der 100 besten englischsprachigen Romane ausgewählt, die für die britische Zeitung The Guardian zusammengestellt wurde.

### Textausgaben
- Penelope Fitzgerald: Frühlingsanfang. Insel Verlag, Frankfurt am Main, Leipzig 1991 (Erstausgabe: Collins, 1988).

### Sekundärliteratur
- Christopher J. Knight: Penelope Fitzgerald and the Consolation of Fiction. Taylor & Francis, 2016.
- Peter Wolfe: "Degrees of Exile". Understanding Penelope Fitzgerald. University of South Carolina Press, 2004.
- Hermione Lee: ."The Beginning of Spring". In: Penelope Fitzgerald: A Life. Random House, 2013.